# The Chicken from Outer Space
The Chicken from Outer Space ist ein US-amerikanischer animierter Kurzfilm von John Dilworth aus dem Jahr 1995.

## Handlung
Der überängstliche Hund Courage liegt friedlich auf dem Schoß von Frauchen, die ihn krault, als er sich vor einer ins Zimmer gehuschten Ratte so sehr fürchtet, dass er sich auf den Kopf von Herrchen flüchtet, der den Hund mit einer überdimensionalen Horrormaske aus dem Haus treibt. Auf der Veranda wird Courage Zeuge eines UFO-Landens. Aus dem UFO steigt ein Alien-Huhn, das sich nur durch die leuchtend roten Augen von einem normalen Huhn unterscheidet. Courage holt seine Halter auf die Veranda, doch UFO und Huhn sind bereits verschwunden. Wenig später findet Courage das Huhn im Hühnerstall vor, wo es gerade die letzte Legehenne der Familie erwürgt. Courage bringt sein Frauchen zum Stall, die das allein vor sich hinbrütende Alien-Huhn jedoch tätschelt und die bisher gelegten rotgepunkteten Eier an sich nimmt. Courage kann einen Teil der Eier zerstören, doch nimmt Frauchen zwei Eier mit sich. Das Alien-Huhn wiederum sperrt Courage nun im Hühnerstall ein.
Mithilfe einer großen Sprengladung kann Courage sich schließlich aus dem Stall befreien. Im Haus hat Frauchen unterdessen die beiden Eier aufgeschlagen und gebraten und Herrchen isst sein Spiegelei auf. Kurze Zeit später mutiert er zum Alien-Huhn und bedroht seine Ehefrau. Vor dem Haus kommt es zwischen Courage und dem Huhn zu einem unblutigen Wettkampf unter anderem im Armdrücken und Luftanhalten. Das Huhn verliert und Courage will ihm schon den Weg zum Mars zeigen, als es ihn mit einer Strahlenpistole bedroht. Der Schuss jedoch wird so oft abgelenkt, dass der Strahl das Huhn selbst trifft, das nun zu einem Brathähnchen wird. Im Inneren des Hauses bedroht der zum Huhn mutierte Ehemann unterdessen seine Frau und Courage setzt nun die Strahlenpistole ein. Herrchen fällt zu einem Aschehaufen zusammen. Während Courage Frauchen einen Schaukelstuhl hinschiebt und sich wenig später wieder von ihr kraulen lässt, erscheint erneut die Ratte und frisst nun von der Asche des Herrchens. Ihre Augen färben sich rot und Courage ist bereit für eine neue Panikattacke.

## Produktion
The Chicken from Outer Space erlebte seine Erstaufführung 1995 im Rahmen der Filmreihe What a Cartoon! World Premiere Toons auf Cartoon Network. Der Kurzfilm erhielt zahlreiche Filmpreise, was dazu führte, dass Cartoon Network bei Regisseur John Dilworth eine Trickfilmserie um den ängstlichen Hund in Auftrag gab. Die Serie Courage the Cowardly Dog umfasste schließlich 52 Episoden und lief von 1999 bis 2002 auf Cartoon Network und unter dem Titel Courage der feige Hund 2007 auf Cartoon Network Deutschland.
Sämtliche Figuren des Films (und der Trickserie) werden von Howard Hoffman gesprochen.

## Auszeichnungen
Auf dem ASIFA/East Animation Festival gewann The Chicken from Outer Space 1996 den ASIFA/East Award. Auf dem Algarve International Film Festival erhielt der Film 1997 den Preis der Jury.
The Chicken from Outer Space wurde 1996 für einen Oscar in der Kategorie „Bester animierter Kurzfilm“ nominiert, konnte sich jedoch nicht gegen Wallace & Gromit – Unter Schafen durchsetzen.